# Калиновка (Гомельский район)
Калиновка (бел. Калі́наўка) — посёлок в Тереничском сельсовете Гомельского района Гомельской области Республики Беларусь.

## География

### Расположение
В 12 км от железнодорожной станции Прибор (на линии Калинковичи — Гомель), 20 км на запад от Гомеля.

### Гидрография
На реке Уза (приток реки Сож).

## Транспортная сеть
Транспортные связи по просёлочной, затем автомобильной дороге Жлобин — Гомель. Планировка состоит из прямолинейной широтной улицы, застроенной двусторонне деревянными домами усадебного типа.

## История
Обнаруженные археологами курганный могильник (25 насыпей в 0,5 км на восток от посёлка в урочище Сиянок) и поселение 3-й четверти 1-го тысячелетия и эпохи Киевской Руси (в 0,3 км на северо-восток от посёлка, на правом берегу реки) свидетельствуют про заселение этих мест с давних времён.
Согласно письменным источникам известен с начала XX века как деревня в Телешевской волости Гомельского уезда Могилёвской губернии. В 1926 году в Телешевском сельсовете Уваровичского района Гомельского округа. В 1930 году организован колхоз «Красный восток», работала кузница. Во время Великой Отечественной войны в сентябре 1943 года немецкие оккупанты сожгли 40 дворов и убили 2 жителей. 6 жителей погибли на фронте. В 1959 году в составе колхоза «Красная площадь» (центр — деревня Телеши).
До 1 августа 2008 года в составе Телешевского сельсовета.

## Население

### Численность
- 2004 год — 15 хозяйств, 28 жителей.

### Динамика
- 1926 год — 32 двора, 162 жителя.
- 1940 год — 46 дворов.
- 1959 год — 133 жителя (согласно переписи).
- 2004 год — 15 хозяйств, 28 жителей.